# Віктор Шютце
Віктор Шютце (нім. Viktor Schütze; 16 лютого 1906, Кіль — 23 вересня 1950, Франкфурт-на-Майні) — німецький офіцер-підводник, капітан-цур-зее. Кавалер Лицарського хреста Залізного хреста з дубовим листям.

## Біографія
Командував підводними човнами U-19 (16 січня 1936 — 30 вересня 1937) і U-11 (13 серпня 1938 — 4 вересня 1939). З 5 вересня 1939 — командир U-25, на якій здійснив 3 походи (разом 105 днів у морі). З 5 липня 1940 року — командир U-103, на якій здійснив 4 походи (201 день в морі). З 12 червня 1941 року — командир 2-ї флотилії підводних човнів. З березня 1943 року і до кінця війни — командувач підводними навчальними флотиліями зі штаб-квартирою у Готенгафені.
Всього за час бойових дій Шютце потопив 23 кораблів загальною водотоннажністю 180 073 брт і пошкодив 2 корабля (14 213 брт).
У травні 1945 року інтернований, в травні 1946 року звільнений.

## Звання
- Кандидат в офіцери (1 квітня 1925)
- Морський кадет (16 листопада 1925)
- Фенріх-цур-зее (1 квітня 1927)
- Обер-фенріх-цур-зее (1 червня 1928)
- Лейтенант-цур-зее (1 жовтня 1929)
- Обер-лейтенант-цур-зее (1 липня 1931)
- Капітан-лейтенант (1 жовтня 1935)
- Корветтен-капітан (1 лютого 1940)
- Фрегаттен-капітан (1 березня 1943)
- Капітан-цур-зее (1 березня 1944)

## Нагороди
- Медаль «За вислугу років у Вермахті» 4-го, 3-го і 2-го класу (18 років)
- Медаль «У пам'ять 1 жовтня 1938»
- Хрест Морських заслуг (Іспанія) 1-го класу, білий дивізіон (21 серпня 1939)
- Залізний хрест
  - 2-го класу (13 листопада 1939)
  - 1-го класу (21 лютого 1940)
- 4 рази відзначений у Вермахтберіхт (4 і 10 грудня 1940, 27 травня і 13 липня 1941)
- Лицарський хрест Залізного хреста з дубовим листям
  - Лицарський хрест (11 грудня 1940)
  - Дубове листя (№23; 14 липня 1941)
- Нагрудний знак підводника з діамантами (липень 1941)
- Хрест «За військові заслуги» (Італія) з мечами (1 листопада 1941)
- Хрест Воєнних заслуг
  - 2-го класу з мечами (30 січня 1944)
  - 1-го класу з мечами (1 вересня 1944)